# ETAS
Die ETAS GmbH (Empowering Tomorrow´s Automotive Software) ist ein deutsches Unternehmen, das Lösungen für die Entwicklung von eingebetteten Systemen für die Automobilindustrie und weitere Bereiche der Embedded-Industrie liefert.

## Unternehmen
Die 1994 gegründete ETAS GmbH ist eine hundertprozentige Tochtergesellschaft der Bosch-Gruppe mit internationalen Tochter- und Vertriebsgesellschaften in Frankreich, USA, China, Japan, Großbritannien, Indien, Korea, Thailand, Vietnam, Brasilien, Schweden, Italien und der Russischen Föderation. Einen eigenständigen Geschäftsbericht veröffentlicht die ETAS GmbH nicht. Die Gesamtanzahl der Mitarbeiter wird zum 1. Januar 2024 mit 2.400 angegeben.
Als Tochtergesellschaft der Robert Bosch GmbH schloss sich die ETAS GmbH 2003 mit den Firmen LiveDevices Ltd. in York, Großbritannien, und Vetronix Corporation in Santa Barbara, Kalifornien, USA, zur ETAS Group mit Firmensitz in Stuttgart zusammen. Die 2012 akquirierte ESCRYPT GmbH wurde 2022 in die ETAS GmbH integriert.
ETAS beliefert Automobilhersteller, deren Zulieferer, Engineering-Dienstleister sowie Kunden aus anderen Bereichen der Embedded-Industrie mit Tools und Lösungen für Embedded Systeme, wie beispielsweise Entwicklungswerkzeuge (in Form von Software und Hardware) für Steuergeräte in Personen- und Lastkraftwagen, Engineering-Dienstleistungen, Consulting, Training und Support. Derartige Tools und Lösungen werden seit Anfang der 1990er Jahre in der Automobilindustrie eingesetzt, mit dem Ziel kürzerer Entwicklungszeiten, höherer Softwarequalität und besserer Fehleranalyse.

## Wesentliche Produkte

### ASCET
ASCET ist eine offene Produktfamilie für die modellbasierte Entwicklung eingebetteter Automobilsoftware:
- modellbasiertes Softwaredesign für Steuerfunktionen und Regelalgorithmen,
- Simulation und Rapid Prototyping von Steuergerätefunktionen in Büro, Labor oder Fahrzeug,
- automatische Codegenerierung für Steuergeräte in Serienqualität (Stückzahlen über 65 Millionen seit 1997),
- kompatibel zu Standards wie ASAM (einschließlich MSR), OSEK, AUTOSAR, MISRA, XML, UML und IEC 61508 (zertifiziert für sicherheitskritische Systeme) sowie
- kompatibel mit Tools wie MATLAB/Simulink.

Einsatz in der Entwicklung von Steuergeräten für Verbrennungsmotoren, Hybridantriebe, Getriebesteuerungen, Fahrdynamik (ABS, ESP) sowie Komfortelektronik.

### BUSMASTER
BUSMASTER ist eine Open-Source-Software für das Design, zur Überwachung, zur Analyse und zur Simulation von elektrischen Bussystemen in Fahrzeugen und Industrieanlagen. BUSMASTER wurde im Jahr 2011 von ETAS und RBEI (Robert Bosch Engineering and Business Solutions Limited) veröffentlicht. Die initiale Version basiert auf einer proprietären Variante namens CANvas, die ursprünglich von RBEI entwickelt wurde.

### INCA
INCA ist eine Mess- und Kalibrierumgebung für Steuergeräte:
- Messen, Anzeigen, Aufzeichnen und Auswerten von Steuergerätedaten,
- Verstellen und Verwalten von Datensätzen,
- basierend auf offenen Automobilstandards,
- für den Einsatz in Labor, Fahrzeug und Prüfstand.

Nach eigenen Angaben Marktführer für Mess- und Kalibrierwerkzeuge.

### INTECRIO
INTECRIO ist eine Produktfamilie für Virtual Prototyping und Rapid Prototyping von Steuergerätefunktionen:
- Integration von Modellen aus ASCET und MATLAB/Simulink sowie C-Code,
- Verifikation und Validierung von Steuergerätefunktionen auch unter Echtzeitbedingungen,
- für den Einsatz in Büro, Labor und Fahrzeug.

### LABCAR
LABCAR ist eine Produktfamilie für die Erstellung, Durchführung und Automatisierung von Steuergerätetests basierend auf Modellen aus ASCET, MATLAB/Simulink oder C-Code.

### RTA-CAR
RTA-CAR sind Echtzeitbetriebssysteme (RTOS) für Steuergeräte-Prozessoren:
- konform zu Standards wie OSEK-OS, AUTOSAR, MISRA, ISO 26262 bis zu ASIL D
- Stückzahlenverbreitung im dreistelligen Millionenbereich.

### Hardware
Diverse Hardware-Produkte zur:
- Anbindung von Steuergeräte-Prozessoren (z. B. ETK),
- Erfassung von Messdaten,
- Echtzeitsimulation von Steuergerätefunktionen oder deren physikalischer Umgebung,
- Diagnose- und Testanwendungen zur Fahrzeugdiagnose, wie ISO22900-konforme Vehicle Communication Interfaces (MVCI) und embedded Scantools.